# Liste der Bodendenkmale im Kreis Herzogtum Lauenburg
In der Liste der Bodendenkmale im Kreis Herzogtum Lauenburg  sind die Bodendenkmale im schleswig-holsteinischen Kreis Herzogtum Lauenburg  nach dem Stand der Bodendenkmalliste des Archäologischen Landesamts Schleswig-Holstein von 2016 aufgelistet.
Die Kulturdenkmale sind in der Liste der Kulturdenkmale im Kreis Herzogtum Lauenburg  erfasst.

## Übersicht
| Gemeinde/ Stadt                     | Bodendenkmalliste                                         | Wappen | Lage | Bild eines Bodendenkmals |
| ----------------------------------- | --------------------------------------------------------- | ------ | ---- | ------------------------ |
| Albsfelde                           | Liste der Bodendenkmale in Albsfelde                      |        |      |                          |
| Alt-Mölln                           | Liste der Bodendenkmale in Alt-Mölln                      |        |      |                          |
| Aumühle                             | Liste der Bodendenkmale in Aumühle                        |        |      |                          |
| Bäk                                 | Liste der Bodendenkmale in Bäk                            |        |      |                          |
| Bälau                               | Liste der Bodendenkmale in Bälau                          |        |      |                          |
| Basedow                             | Liste der Bodendenkmale in Basedow (Lauenburg)            |        |      |                          |
| Basthorst                           | Liste der Bodendenkmale in Basthorst                      |        |      |                          |
| Behlendorf                          | Liste der Bodendenkmale in Behlendorf                     |        |      |                          |
| Berkenthin                          | Liste der Bodendenkmale in Berkenthin                     |        |      |                          |
| Besenthal                           | Liste der Bodendenkmale in Besenthal                      |        |      |                          |
| Bliestorf                           | Liste der Bodendenkmale in Bliestorf                      |        |      |                          |
| Börnsen                             | Liste der Bodendenkmale in Börnsen                        |        |      |                          |
| Borstorf                            | Liste der Bodendenkmale in Borstorf                       |        |      |                          |
| Breitenfelde                        | Liste der Bodendenkmale in Breitenfelde                   |        |      |                          |
| Bröthen                             | Liste der Bodendenkmale in Bröthen                        |        |      |                          |
| Brunsmark                           | Liste der Bodendenkmale in Brunsmark                      |        |      |                          |
| Brunstorf                           | Liste der Bodendenkmale in Brunstorf                      |        |      |                          |
| Büchen                              | Liste der Bodendenkmale in Büchen                         |        |      |                          |
| Buchholz                            | Liste der Bodendenkmale in Buchholz (Herzogtum Lauenburg) |        |      |                          |
| Buchhorst                           | Liste der Bodendenkmale in Buchhorst                      |        |      |                          |
| Dahmker                             | Liste der Bodendenkmale in Dahmker                        |        |      |                          |
| Dalldorf                            | Liste der Bodendenkmale in Dalldorf                       |        |      |                          |
| Dassendorf                          | Liste der Bodendenkmale in Dassendorf                     |        |      |                          |
| Düchelsdorf                         | Liste der Bodendenkmale in Düchelsdorf                    |        |      |                          |
| Duvensee                            | Liste der Bodendenkmale in Duvensee                       |        |      |                          |
| Einhaus                             | Liste der Bodendenkmale in Einhaus                        |        |      |                          |
| Elmenhorst                          | Liste der Bodendenkmale in Elmenhorst (Lauenburg)         |        |      |                          |
| Escheburg                           | Liste der Bodendenkmale in Escheburg                      |        |      |                          |
| Fitzen                              | Liste der Bodendenkmale in Fitzen                         |        |      |                          |
| Fredeburg                           | Liste der Bodendenkmale in Fredeburg                      |        |      |                          |
| Fuhlenhagen                         | Liste der Bodendenkmale in Fuhlenhagen                    |        |      |                          |
| Geesthacht                          | Liste der Bodendenkmale in Geesthacht                     |        |      |                          |
| Giesensdorf                         | Liste der Bodendenkmale in Giesensdorf                    |        |      |                          |
| Göldenitz                           | Liste der Bodendenkmale in Göldenitz                      |        |      |                          |
| Göttin                              | Liste der Bodendenkmale in Göttin (Lauenburg)             |        |      |                          |
| Grabau                              | Liste der Bodendenkmale in Grabau (Lauenburg)             |        |      |                          |
| Grambek                             | Liste der Bodendenkmale in Grambek                        |        |      |                          |
| Grinau                              | Liste der Bodendenkmale in Grinau                         |        |      |                          |
| Groß Boden                          | Liste der Bodendenkmale in Groß Boden                     |        |      |                          |
| Groß Disnack                        | Liste der Bodendenkmale in Groß Disnack                   |        |      |                          |
| Groß Grönau                         | Liste der Bodendenkmale in Groß Grönau                    |        |      |                          |
| Groß Pampau                         | Liste der Bodendenkmale in Groß Pampau                    |        |      |                          |
| Groß Sarau                          | Liste der Bodendenkmale in Groß Sarau                     |        |      |                          |
| Groß Schenkenberg                   | Liste der Bodendenkmale in Groß Schenkenberg              |        |      |                          |
| Grove                               | Liste der Bodendenkmale in Grove (Schleswig-Holstein)     |        |      |                          |
| Gudow                               | Liste der Bodendenkmale in Gudow                          |        |      |                          |
| Gülzow                              | Liste der Bodendenkmale in Gülzow (Lauenburg)             |        |      |                          |
| Güster                              | Liste der Bodendenkmale in Güster (Lauenburg)             |        |      |                          |
| Hamfelde                            | Liste der Bodendenkmale in Hamfelde (Lauenburg)           |        |      |                          |
| Hamwarde                            | Liste der Bodendenkmale in Hamwarde                       |        |      |                          |
| Harmsdorf                           | Liste der Bodendenkmale in Harmsdorf (Lauenburg)          |        |      |                          |
| Havekost                            | Liste der Bodendenkmale in Havekost (Lauenburg)           |        |      |                          |
| Hohenhorn                           | Liste der Bodendenkmale in Hohenhorn                      |        |      |                          |
| Hollenbek                           | Liste der Bodendenkmale in Hollenbek                      |        |      |                          |
| Hornbek                             | Liste der Bodendenkmale in Hornbek                        |        |      |                          |
| Horst                               | Liste der Bodendenkmale in Horst (Lauenburg)              |        |      |                          |
| Juliusburg                          | Liste der Bodendenkmale in Juliusburg                     |        |      |                          |
| Kankelau                            | Liste der Bodendenkmale in Kankelau                       |        |      |                          |
| Kasseburg                           | Liste der Bodendenkmale in Kasseburg                      |        |      |                          |
| Kastorf                             | Liste der Bodendenkmale in Kastorf                        |        |      |                          |
| Kittlitz                            | Liste der Bodendenkmale in Kittlitz                       |        |      |                          |
| Klein Pampau                        | Liste der Bodendenkmale in Klein Pampau                   |        |      |                          |
| Klein Zecher                        | Liste der Bodendenkmale in Klein Zecher                   |        |      |                          |
| Klempau                             | Liste der Bodendenkmale in Klempau                        |        |      |                          |
| Klinkrade                           | Liste der Bodendenkmale in Klinkrade                      |        |      |                          |
| Koberg                              | Liste der Bodendenkmale in Koberg                         |        |      |                          |
| Kollow                              | Liste der Bodendenkmale in Kollow                         |        |      |                          |
| Köthel                              | Liste der Bodendenkmale in Köthel (Lauenburg)             |        |      |                          |
| Kröppelshagen-Fahrendorf            | Liste der Bodendenkmale in Kröppelshagen-Fahrendorf       |        |      |                          |
| Krukow                              | Liste der Bodendenkmale in Krukow (Lauenburg)             |        |      |                          |
| Krummesse                           | Liste der Bodendenkmale in Krummesse                      |        |      |                          |
| Krüzen                              | Liste der Bodendenkmale in Krüzen                         |        |      |                          |
| Kuddewörde                          | Liste der Bodendenkmale in Kuddewörde                     |        |      |                          |
| Kühsen                              | Liste der Bodendenkmale in Kühsen                         |        |      |                          |
| Kulpin                              | Liste der Bodendenkmale in Kulpin                         |        |      |                          |
| Labenz                              | Liste der Bodendenkmale in Labenz                         |        |      |                          |
| Langenlehsten                       | Liste der Bodendenkmale in Langenlehsten                  |        |      |                          |
| Lankau                              | Liste der Bodendenkmale in Lankau                         |        |      |                          |
| Lanze                               | Liste der Bodendenkmale in Lanze (Lauenburg)              |        |      |                          |
| Lauenburg/Elbe                      | Liste der Bodendenkmale in Lauenburg/Elbe                 |        |      |                          |
| Lehmrade                            | Liste der Bodendenkmale in Lehmrade                       |        |      |                          |
| Linau                               | Liste der Bodendenkmale in Linau                          |        |      |                          |
| Lüchow                              | Liste der Bodendenkmale in Lüchow (Lauenburg)             |        |      |                          |
| Lütau                               | Liste der Bodendenkmale in Lütau                          |        |      |                          |
| Mechow                              | Liste der Bodendenkmale in Mechow                         |        |      |                          |
| Möhnsen                             | Liste der Bodendenkmale in Möhnsen                        |        |      |                          |
| Mölln                               | Liste der Bodendenkmale in Mölln                          |        |      |                          |
| Mühlenrade                          | Liste der Bodendenkmale in Mühlenrade                     |        |      |                          |
| Müssen                              | Liste der Bodendenkmale in Müssen                         |        |      |                          |
| Mustin                              | Liste der Bodendenkmale in Mustin (bei Ratzeburg)         |        |      |                          |
| Niendorf a. d. St.                  | Liste der Bodendenkmale in Niendorf a. d. St.             |        |      |                          |
| Niendorf bei Berkenthin             | Liste der Bodendenkmale in Niendorf bei Berkenthin        |        |      |                          |
| Nusse                               | Liste der Bodendenkmale in Nusse                          |        |      |                          |
| Panten                              | Liste der Bodendenkmale in Panten                         |        |      |                          |
| Pogeez                              | Liste der Bodendenkmale in Pogeez                         |        |      |                          |
| Poggensee                           | Liste der Bodendenkmale in Poggensee                      |        |      |                          |
| Ratzeburg                           | Liste der Bodendenkmale in Ratzeburg                      |        |      |                          |
| Ritzerau                            | Liste der Bodendenkmale in Ritzerau                       |        |      |                          |
| Römnitz                             | Liste der Bodendenkmale in Römnitz                        |        |      |                          |
| Rondeshagen                         | Liste der Bodendenkmale in Rondeshagen                    |        |      |                          |
| Roseburg                            | Liste der Bodendenkmale in Roseburg                       |        |      |                          |
| Sachsenwald (gemeindefreies Gebiet) | Liste der Bodendenkmale im Sachsenwald                    |        |      |                          |
| Sahms                               | Liste der Bodendenkmale in Sahms                          |        |      |                          |
| Salem                               | Liste der Bodendenkmale in Salem (Lauenburg)              |        |      |                          |
| Sandesneben                         | Liste der Bodendenkmale in Sandesneben                    |        |      |                          |
| Schiphorst                          | Liste der Bodendenkmale in Schiphorst                     |        |      |                          |
| Schmilau                            | Liste der Bodendenkmale in Schmilau                       |        |      |                          |
| Schnakenbek                         | Liste der Bodendenkmale in Schnakenbek                    |        |      |                          |
| Schönberg                           | Liste der Bodendenkmale in Schönberg (Lauenburg)          |        |      |                          |
| Schretstaken                        | Liste der Bodendenkmale in Schretstaken                   |        |      |                          |
| Schulendorf                         | Liste der Bodendenkmale in Schulendorf                    |        |      |                          |
| Schürensöhlen                       | Liste der Bodendenkmale in Schürensöhlen                  |        |      |                          |
| Schwarzenbek                        | Liste der Bodendenkmale in Schwarzenbek                   |        |      |                          |
| Seedorf                             | Liste der Bodendenkmale in Seedorf (Lauenburg)            |        |      |                          |
| Siebenbäumen                        | Liste der Bodendenkmale in Siebenbäumen                   |        |      |                          |
| Siebeneichen                        | Liste der Bodendenkmale in Siebeneichen                   |        |      |                          |
| Sierksrade                          | Liste der Bodendenkmale in Sierksrade                     |        |      |                          |
| Sirksfelde                          | Liste der Bodendenkmale in Sirksfelde                     |        |      |                          |
| Steinhorst                          | Liste der Bodendenkmale in Steinhorst (Lauenburg)         |        |      |                          |
| Sterley                             | Liste der Bodendenkmale in Sterley                        |        |      |                          |
| Stubben                             | Liste der Bodendenkmale in Stubben (Lauenburg)            |        |      |                          |
| Talkau                              | Liste der Bodendenkmale in Talkau                         |        |      |                          |
| Tramm                               | Liste der Bodendenkmale in Tramm (Lauenburg)              |        |      |                          |
| Walksfelde                          | Liste der Bodendenkmale in Walksfelde                     |        |      |                          |
| Wangelau                            | Liste der Bodendenkmale in Wangelau                       |        |      |                          |
| Wentorf (Amt Sandesneben)           | Liste der Bodendenkmale in Wentorf (Amt Sandesneben)      |        |      |                          |
| Wentorf bei Hamburg                 | Liste der Bodendenkmale in Wentorf bei Hamburg            |        |      |                          |
| Wiershop                            | Liste der Bodendenkmale in Wiershop                       |        |      |                          |
| Witzeeze                            | Liste der Bodendenkmale in Witzeeze                       |        |      |                          |
| Wohltorf                            | Liste der Bodendenkmale in Wohltorf                       |        |      |                          |
| Woltersdorf                         | Liste der Bodendenkmale in Woltersdorf (Lauenburg)        |        |      |                          |
| Worth                               | Liste der Bodendenkmale in Worth                          |        |      |                          |
| Ziethen                             | Liste der Bodendenkmale in Ziethen (Lauenburg)            |        |      |                          |